# Paula ou personne
Paula ou personne est un roman de Patrick Lapeyre publié le 20 août 2020 chez P.O.L..

## Résumé
Après s'être rencontrés par hasard lors d'un mariage, Jean, célibataire, employé au tri postal de nuit à Montreuil, passionné de philosophie, et Paula, une amie de jeunesse installée dans les beaux quartiers de Paris, mariée, catholique qui donne des cours dans une institution privée et enseigne le catéchisme aux enfants, vivent une passion dont l'un et l'autre découvrent les facettes au fil des moments passés ensemble.

## Réception critique
- Sophie Joubert, dans L'Humanité, voit dans ce roman une « enquête philosophique échevelée et [une] comédie délicatement érotique (...) histoire d'une passion entre deux amants qui parlent autant qu'ils font l'amour »[1].
- Dans La Croix, Fabienne Lemahieu estime que « Patrick Lapeyre donne littéralement corps à son roman en même temps qu’il élève le récit, suspendu dans un temps poétique dont il a le talent. Il saisit, comme à son habitude, les instants, les postures et les lieux »[2].
- Norbert Czarny conclut son article dans En attendant Nadeau en soulignant que « Paula ou personne est une longue conversation passionnée et délicate, teintée de mélancolie »[3].